# マリア・エリヨリ
マリア・エリヨリ（英語: Maria Eriyori、1990年11月23日 - ）は、日本の元AV女優。ティーパワーズ所属。

## 略歴・人物
2010年9月、マックス・エーの専属女優としてAVデビュー。
東京都出身。スペイン人の父と日本人の母の間に生まれる。
デビューのきっかけは、これまで夢も目標も持っていなかったが、AVをきっかけに何か一つ成し遂げたいと思ったから。「マリア・エリヨリ」は本名で、所属事務所の社長から本名でのデビューという提案を受け、自ら決断したとしている。趣味は健康、特技は歌、DJ。
2011年4月を最後に新作の発売がなくなったが、2013年より「Ray（れい）」として2014年まで活動した。

## 出演作品

### イメージビデオ
- マリヨリ（2010年10月15日、メディアブランド）

### アダルトビデオ
2010年
- New Comer（9月10日、マックス・エー）
- MAX GIRLS 33 お悩み相談カウンセラー（9月10日、マックス・エー）他出演:雪乃ほたる、上原結衣、小倉奈々、今井かのん、伊東遥
- Hola!マリア 恥ずかしい初体験いっぱいしちゃった♥（10月8日、マックス・エー）
- MAX GIRLS 34 ノーパンノーブラOL（10月8日、マックス・エー）他出演:雪乃ほたる、上原結衣、小倉奈々、今井かのん、矢吹杏
- ハダカのマリア（11月12日、マックス・エー）
- MAX GIRLS 35 妹相姦 小悪魔なボクの妹（11月12日、マックス・エー）他出演:上原結衣、藤江まみ、矢吹杏、今井かのん、小倉奈々、香澄のあ
- マリア・エリヨリの本気SEX 6本番（12月10日、マックス・エー）
- MAX GIRLS 36 美尻に尻コキ タイトスカートに発射（12月10日、マックス・エー）他出演:香澄のあ、上原結衣、矢吹杏、今井かのん、小倉奈々、暮野ソフィア

2011年
- MAX GIRLS 37 流行のレッグファッションを履いたまま挿入（1月14日、マックス・エー）他出演:小倉奈々、暮野ソフィア、香澄のあ、上原結衣、矢吹杏、真木今日子
- 国民的アイドルAKIBAのおしゃれ番長になりきっちゃお♥（1月28日、マックス・エー）
- MAX GIRLS 38 マッサージは不満足でも性感は大満足!（2月11日、マックス・エー）他出演:小倉奈々、香澄のあ、真木今日子、矢吹杏、暮野ソフィア、秋元まゆ花
- 制服狩り（2月25日、マックス・エー）
- 脱AVアイドル宣言! 本能的なビッチSEX（3月25日、マックス・エー）
- MAX GIRLS 39 W制服 精液眼鏡 12連射!240分!!（4月8日、マックス・エー）他出演:小倉奈々、香澄のあ、真木今日子、秋元まゆ花、暮野ソフィア
- AV女優がビッチに口説く逆ナンパ! 誘いにのった素人をSEX斬り（4月22日、マックス・エー）

2013年
- Ray誕生（7月7日、プレミアム）
- Rayが100%彼女目線でアナタとHな同棲生活。（8月7日、プレミアム）
- 輪姦凌辱 〜夫の目の前で犯された若妻〜（10月7日、プレミアム）
- 3Dオナニーサポート（11月7日、プレミアム）
- 新・絶対的美少女、お貸しします。 ACT.13（12月11日、プレステージ）

2014年
- 母子強辱（4月7日、アタッカーズ）共演:長谷川美紅
- 日常に潜むレイプ3 凌辱タクシー（5月7日、アタッカーズ）
- 凌辱屋敷の掟（6月7日、アタッカーズ）
- 過激すぎるド素人娘 4時間スペシャル 18（9月12日、S級素人）他出演:紺野ひかる、竹内真琴、阪井文香、夏希ルア
- 日焼けハーフ美女（10月10日、S級素人）共演:二宮ナナ、滝川かのん

## 書籍

### 写真集
- senhorita（2010年10月13日、双葉社、撮影：野澤亘伸）ISBN 978-4575302615

## テレビ
- ビ〜チ9（2010年10月,2011年1・2月、テレビ埼玉） - 2010年はマンスリーゲスト、2011年はアシスタントとして出演